# Golfo del Tajmyr
Il golfo del Tajmyr (in russo Таймырский залив?) è un braccio di mare della costa artica russa, nella parte centrale della penisola del Tajmyr. Si apre sul mare di Kara, e fa parte del kraj di Krasnojarsk della Federazione russa. La maggior parte del golfo fa parte della Riserva naturale del Grande Artico, la più grande riserva naturale della Russia.

## Geografia
Il golfo è caratterizzato da coste molto frastagliate e ricche di insenature, nella parte occidentale è delimitato da un grande gruppo di isole, le maggiori delle quali sono l'isola Tajmyr e l'isola del Pilota Machotkin; nella parte orientale si apre la baia del Taimyr (Таймырская губа), in fondo alla quale sfocia la Nižnjaja Tajmyra, che proviene dal lago Tajmyr.
Il golfo è lungo 40 km e largo circa 80 km e ha una profondità massima di 16 m; per la maggior parte dell'anno è ricoperto di ghiaccio. Al suo interno c'è la grande isola di Kolčak, che dal 1937 al 2005 portava il nome di isola di Rastorguev. A nord del golfo si trova l'arcipelago di Nordenskiöld.

### Fauna
Nella zona del golfo, tipica della tundra artica, sono presenti i lemmini, le renne e la volpe artica.
Le acque del golfo sono ricche di pesce: salmerino alpino, muksun, coregone, Coregonus albula, Coregonus autumnalis, Thymallinae.

## Isole della baia del Tajmyr
Ci sono varie isole nella baia del Tajmyr (l'insenatura nella parte orientale), le più importanti delle quali sono:
- Isola di Čeljuskin (остров Челюскина), all'ingresso della baia, vicino alla costa meridionale (76°13′34″N 99°05′56″E), ha preso il nome dell'esploratore polare Semën Ivanovič Čeljuskin[1], che visitò la costa del Tajmyr nel 1741.
- Isola di Baer (остров Бера), che ha una lunghezza di circa 3,5 km. Si trova al centro dell'ingresso della baia, a circa 13 km dal mare di Kara (76°13′18″N 99°25′47″E). Prende il nome dal famoso biologo Karl von Baer, tedesco del Baltico, per il suo contributo allo sviluppo della meteorologia nell'oceano Artico nel 1830.
- Isole Nanosnye (Наносные острова), 4 piccole isole, la più grande delle quali ha 5  km di lunghezza e 2 di larghezza, si trovano alla foce del fiume Tajmyra (76°04′28″N 99°43′25″E).
- Isola di Fomin (остров Фомина), lunga 11,5 km e larga 3,7 km, inserita nella foce del Tajmyr, lo divide in due bracci. L'isola prende il nome dal esploratore Nikifor Fomin.

## Storia
Le coste del golfo furono visitate per la prima volta nel 1740 da Nikifor Fomin, che guidava un distaccamento della Seconda spedizione in Kamčatka di Vitus Bering, e che svernò sull'isola di Baer; poi, nel 1741, furono raggiunte dal gruppo di Čeljuskin e Chariton Laptev, il quale ne lasciò una descrizione. In seguito la zona è stata studiata da Alexander von Middendorf, durante la sua spedizione del 1842-45 e da Eduard Toll nel 1900-02.